# Promenade du Cours-Albert-Ier
La promenade du Cours-Albert-Ier est un jardin situé dans le 8e arrondissement de Paris.

## Situation et accès
Le site est accessible par le 17, cours Albert-Ier.
Il est desservi par la ligne   à la station Alma - Marceau.